# دلوان (ویسکانسین)
دلوان، ویسکانسین  (به انگلیسی: Delavan) شهری در شهرستان والورت ایالت ویسکانسین است که در سال ۱۸۹۷ بنیان‌گذاری شده‌است. این شهر طبق سرشماری سال ۲۰۱۰ میلادی ۸٬۴۶۳ نفر جمعیت داشته‌است.

## نگارخانه

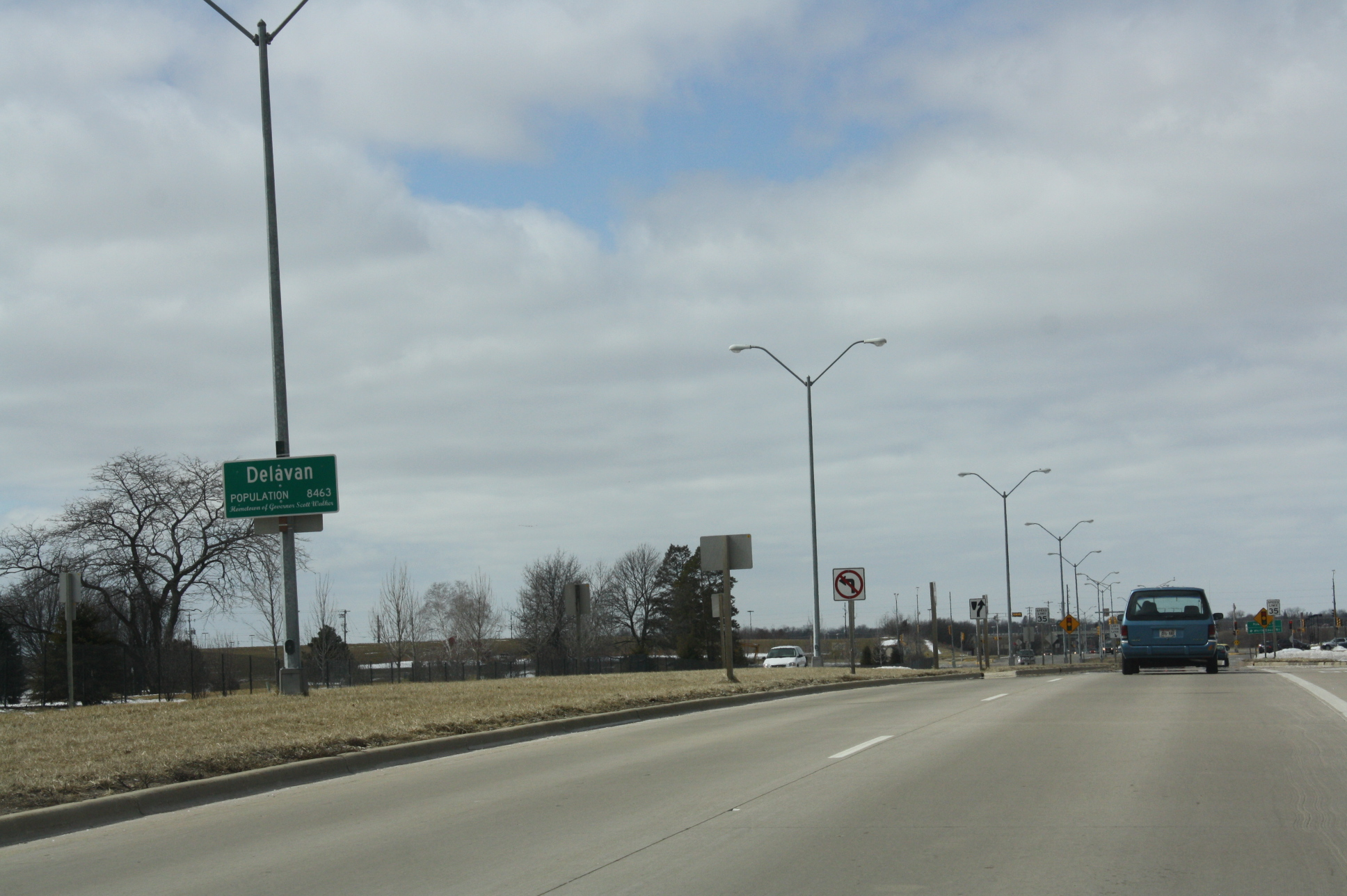
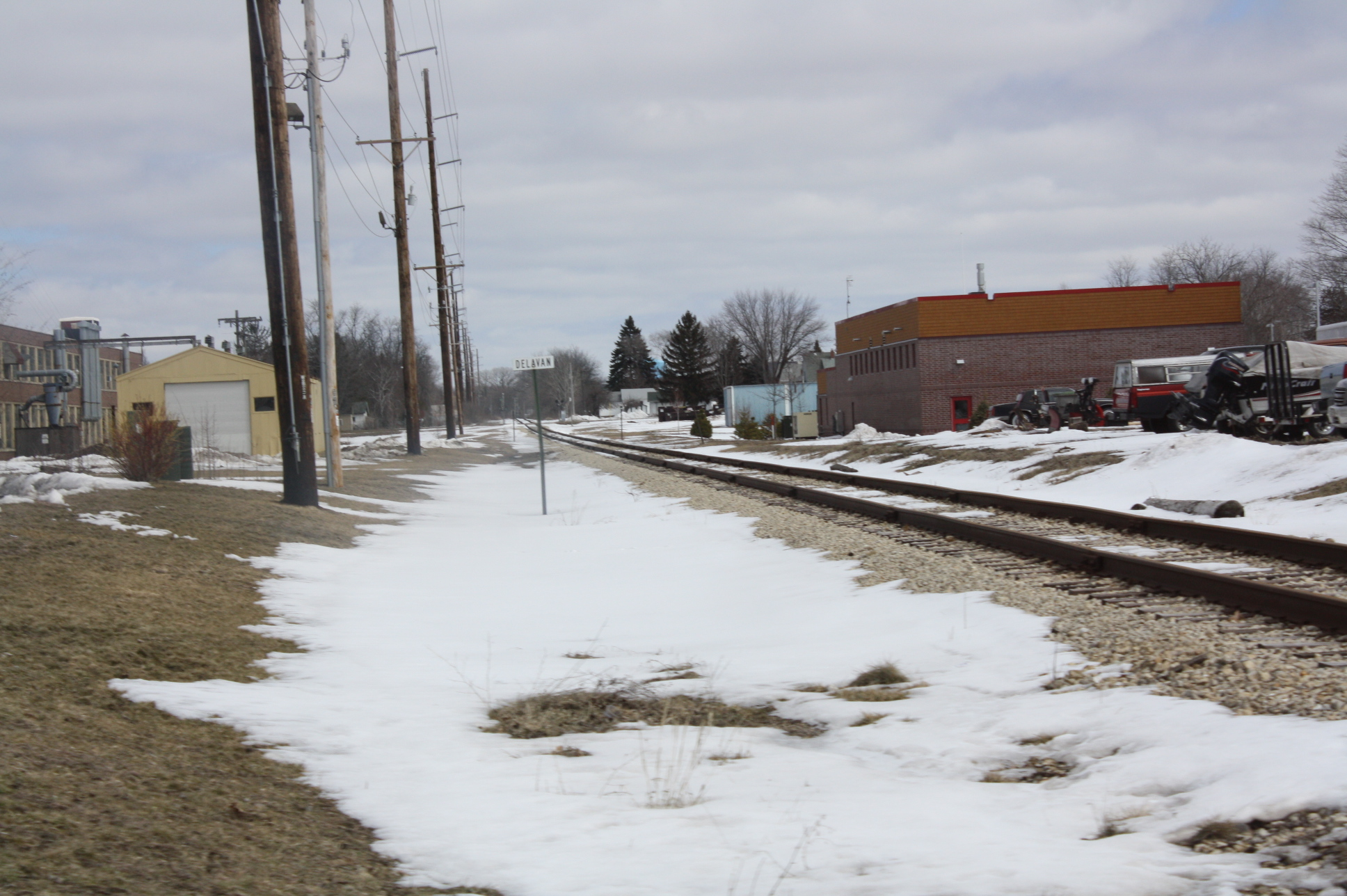
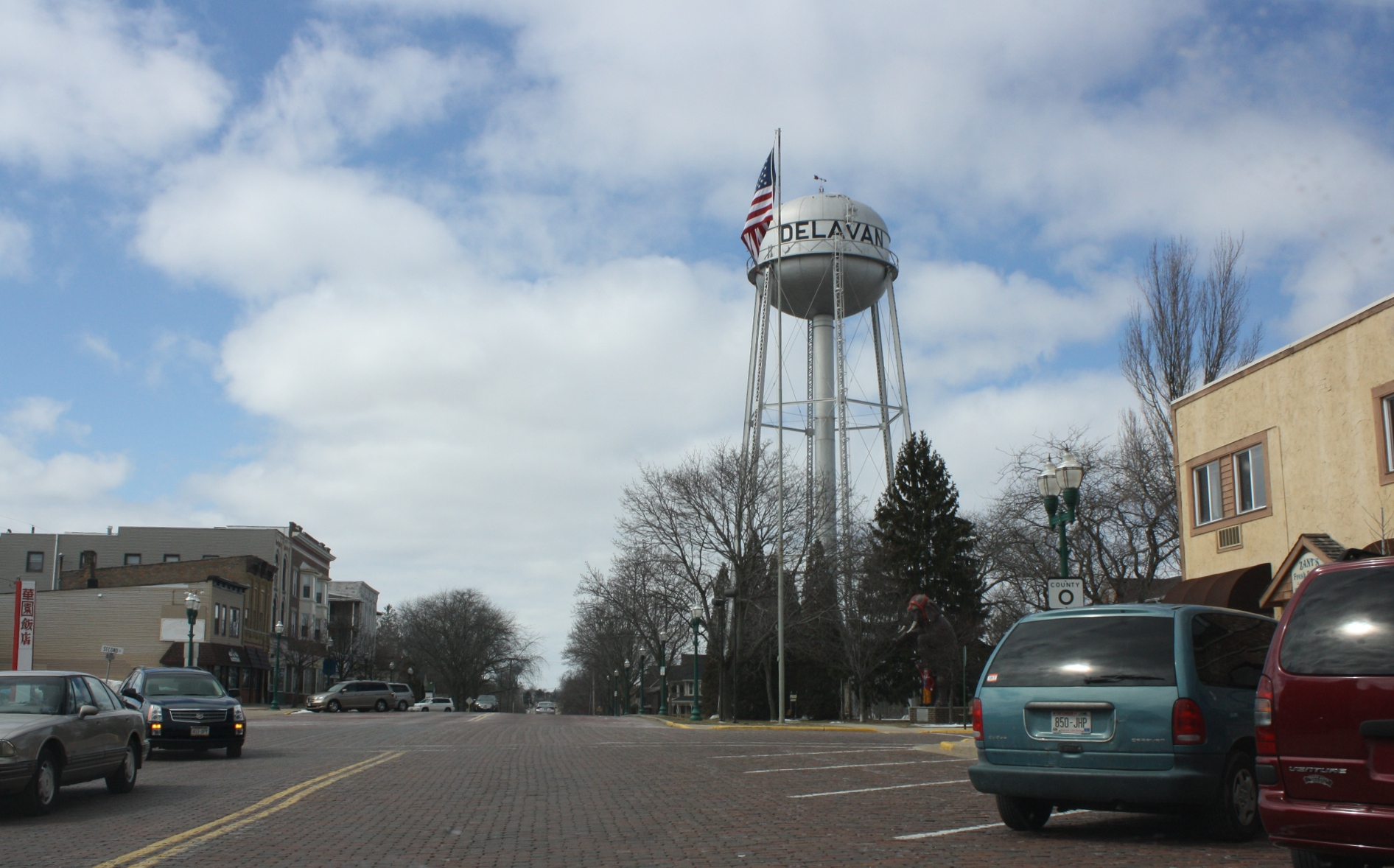